# Laharpur
Laharpur là một thành phố và là nơi đặt ban đô thị (municipal board) của quận Sitapur thuộc bang Uttar Pradesh, Ấn Độ.

## Địa lý
Laharpur có vị trí 27°43′B 80°54′Đ / 27,72°B 80,9°Đ Nó có độ cao trung bình là 133 mét (436 feet).

## Nhân khẩu
Theo điều tra dân số năm 2001 của Ấn Độ, Laharpur có dân số 50.080 người. Phái nam chiếm 52% tổng số dân và phái nữ chiếm 48%. Laharpur có tỷ lệ 41% biết đọc biết viết, thấp hơn tỷ lệ trung bình toàn quốc là 59,5%: tỷ lệ cho phái nam là 47%, và tỷ lệ cho phái nữ là 34%. Tại Laharpur, 19% dân số nhỏ hơn 6 tuổi.